# Astragalus vassilczenkoi
Astragalus vassilczenkoi là một loài thực vật có hoa trong họ Đậu. Loài này được Berdyev miêu tả khoa học đầu tiên.